# Penicillaria nugatrix
Penicillaria nugatrix är en fjärilsart som beskrevs av Achille Guenée 1852. Penicillaria nugatrix ingår i släktet Penicillaria och familjen nattflyn. Inga underarter finns listade i Catalogue of Life.